# Hermanville (Île-du-Prince-Édouard)
Pour l’article homonyme, voir Hermanville.
Hermanville est une communauté dans le comté de Kings de l'Île-du-Prince-Édouard, Canada, au nord de Souris.